# Liste der preußischen Gesandten im Vereinigten Königreich
Dies ist eine Liste der brandenburg-preußischen Gesandten in England und im Vereinigten Königreich:

## Geschichte

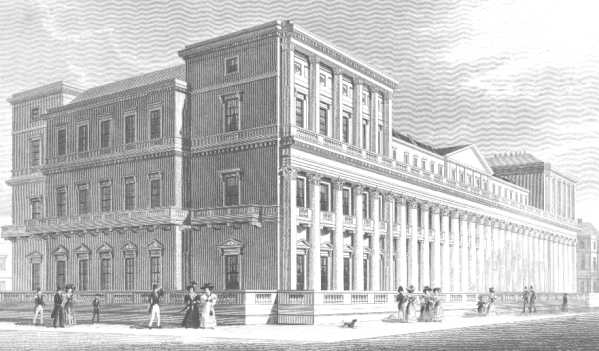
No. 8 & No. 9 Carlton House Terrace, The Mall (ehemals Preußische Gesandtschaft und Deutsche Botschaft bis 1955)

Diplomatische Beziehungen zwischen Berlin und London wurden nach dem Westfälischen Frieden aufgenommen. Die zumeist guten britisch-preußischen Beziehungen waren im 17. und 18. Jahrhundert geprägt von den Gemeinsamkeiten des Protestantismus und einer häufigen Zusammenarbeit im Bündnissystem der Großmächte Europas, im 19. Jahrhundert durch eine Reihe „gelehrter Diplomaten“ an der Preußischen Gesandtschaft in London, wie Wilhelm von Humboldt und Karl von Bunsen. Ungleich wie andernorts oft stattgefunden, Großbritannien und Preußen brachen niemals diplomatische Beziehungen.
Der Titel des ranghöchsten Vertreter Preußens am Hof von St. James lautete: „außerordentlicher Gesandter und bevollmächtigter Minister“. Albrecht von Bernstorff, der letzte Amtsträger, erhielt 1862 eine Rang- und Titelaufwertung zu einem „Botschafter“. Sowohl der preußische und der britische Staat durchliefen eine Reihe konstitutioneller Staatenfolgen: die Kurfürsten von Brandenburg trugen ab 1701 den Titel „König in Preußen“, ab 1772 „König von Preußen“; das Königreich England unierte sich 1707 mit Schottland zum Vereinigten Königreich von Großbritannien, ab 1801 Vereinigten Königreich von Großbritannien und Irland.
Mit der Deutschen Reichsgründung 1871 ging die Preußische Botschaft in der damals kaiserlich Deutschen Botschaft auf.

## Missionschefs
1651: Aufnahme diplomatischer Beziehungen zwischen dem Kurfürstentum Brandenburg-Preußen und dem Königreich England

### Brandenburgische Gesandte in England
- 1651–1655:
- 1655–16??: Johann Friedrich Schlezer (1610–1673)
- 1659–1661: Daniel Weimann (1621–1661)
- 1660–1668: Christoph von Brandt (1630–1691)
- 1671–1675: Lorenz Georg von Krockow (1638–1702)
- 1675–1678: Otto von Schwerin (1645–1705)
- 1678–1682:
- 1682–1685: Pierre de Falaiseau (1649–1726)[2]
- 1685–1686: Johann von Besser (1654–1729)
- 16??–16??: Wolfgang von Schmettau (1648–1711)
- 16??–1688: Samuel von Schmettau (1657–1709)[3]
- 1688–1697: Thomas Ernst von Danckelmann (1638–1709)[3]
- 1697–1698: Friedrich Bogislaw Dobrženský von Dobrženitz (k. A.)[3]
- 1698–1699: Christoph I. zu Dohna-Schlodien (1665–1733)
- 1700–1700: David Ancillon der Jüngere (1670–1723)

### Preußische Gesandte in England
- 1702–1707: Ezechiel Spanheim (1629–1710)[4]

### Preußische Gesandte im Vereinigten Königreich
- 1707–1710: Ezechiel Spanheim (1629–1710)[4]
- 1711–1712: Johann August Marschall von Bieberstein († 1736)
- 1712–1719: Louis Frederick Bonet (1670–1761)
- 1719–1726: Johann Christoph Julius Ernst von Wallenrodt (1670–1727)
- 1726–1730: Benjamin Friedrich von Reichenbach (1697–1750)[5]
- 1730–1733: Christoph Martin von Degenfeld-Schonburg (1689–1762)[6]
- 1733–1737: Caspar Wilhelm von Borcke (1704–1747)
- 1737–1742:
- 1742–1744: Karl Wilhelm Finck von Finckenstein (1714–1800)
- 1744–1748:
- 1748–1750: Joachim Wilhelm von Klinggräff (1692–1757)[5]
- 1750–1758: Abraham Louis Michell, Geschäftsträger (1712–1782)
- 1758–1760: Dodo Heinrich zu Innhausen und Knyphausen (1729–1789)[5]
- 1760–1764: Abraham Louis Michell (1712–1782)

...
- 1773–17??: Joachim Carl von Maltzan (1733–1813)
- 1780–1788: Spiridion von Lusi (1741–1815)
- 1788–1790: Philipp Karl von Alvensleben (1745–1802)[5]
- 1790–1792: Sigismund Ehrenreich Johann von Redern (1761–1841)
- 1792–1807: Constans Philipp Wilhelm von Jacobi-Klöst (1745–1817)[5]
- 1807–1815:
- 1815–1817: Constans Philipp Wilhelm von Jacobi-Klöst (1745–1817)
- 1817–1818: Wilhelm von Humboldt (1767–1835)
- 1818–1821: vakant
- 1821–1824: Heinrich von Werther (1772–1859)
- 1824–1827: Bogislaw von Maltzan (1793–1833)
- 1827–1841: Heinrich von Bülow (1792–1846)
- 1841–1854: Christian Karl Josias von Bunsen (1791–1860)
- 1854–1861: Albrecht von Bernstorff (1809–1873)
- 1861–1862: vakant
- 1862–1873: Albrecht von Bernstorff (1809–1873)

Ab 1867: Gesandter des Norddeutschen Bunds, ab 1871 Botschafter des Deutschen Reichs